# Maihuenia patagonica
Maihuenia patagonica ist eine Pflanzenart in der Gattung Maihuenia aus der Familie der Kakteengewächse (Cactaceae). Das Artepitheton patagonica verweist auf das Vorkommen der Art in Patagonien. Spanische Trivialnamen sind „Chupa Sangre“, „Siempre Verde“, und „Yerba del Guanaco“.

## Beschreibung
Maihuenia patagonica bildet Polster von bis 40 Zentimeter Höhe und 3 Metern Durchmesser. Die Pfahlwurzel ist bis 40 Zentimeter lang. Die verlängerten Triebe sind nicht segmentiert und locker angeordnet. Sie sind bis 40 Zentimeter lang und weisen Durchmesser von 1 bis 2 Zentimeter auf. Es sind zahlreiche knopfartige bis zylindrische, spornartige Kurztriebe vorhanden. Die zahlreichen grünen Laubblätter sind konisch, eiförmig oder bis linealisch und im Querschnitt kreisrund bis elliptisch. Sie sind 2 bis 6 Millimeter lang und 1,5 bis 3 Millimeter im Durchmesser. Der einzelne, steife Mitteldornen ist 3 bis 7,5 Zentimeter lang. Die 2 Randdornen (selten nur einer oder ganz fehlend) sind manchmal unauffällig, liegen manchmal an der Trieboberfläche an und sind 2 bis 8 Millimeter lang.

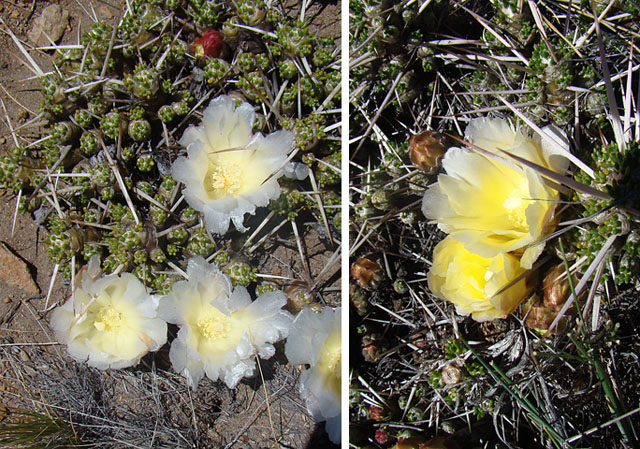
Blüten

Die weißen Blüten erscheinen meist endständig an Kurztrieben. Die länglichen bis fast kugelförmigen bis keulenförmigen Früchte sind 2 bis 4 Zentimeter lang.
Die Chromosomenzahl beträgt 2n = 22.

## Systematik und Verbreitung
Maihuenia patagonica ist im Süden Argentiniens in Höhenlagen bis 500 Metern verbreitet.
Die Erstbeschreibung als Opuntia patagonica wurde 1863 durch Rudolph Amandus Philippi veröffentlicht. Nathaniel Lord Britton und Joseph Nelson Rose stellten sie 1919 in die Gattung Maihuenia.

## Nachweise